# Avicularia aymara
Avicularia aymara är en spindelart som först beskrevs av Chamberlin 1916.  Avicularia aymara ingår i släktet Avicularia och familjen fågelspindlar.
Artens utbredningsområde är Peru. Inga underarter finns listade.